# Zawetno
Zawetno (bułg. Заветно) – wieś w Bułgarii, w obwodzie Tyrgowiszte, w gminie Popowo. W 2024 roku liczyła 126 mieszkańców.